# سیارک ۲۳۷
سیارک ۲۳۷ (به انگلیسی: 237 Coelestina) دویست و سی و هفتمین سیارک کشف شده‌است که در ۲۷ ژوئن ۱۸۸۴ و در وین کشف شد.
قدر مطلق سیارک برابر ۹٫۲۴ است.